# Ralf Schwarz (Archäologe)
Ralf Schwarz (* 1959) ist ein deutscher Prähistoriker, der am Landesamt für Denkmalpflege und Archäologie Sachsen-Anhalt – Landesmuseum für Vorgeschichte in Halle (Saale) tätig ist.

## Leben und Werk
Nach dem Schulbesuch studierte er von 1979 bis 1991 an den Universitäten München und Mainz. 1997 wurde er an der Universität München promoviert. Das Thema seiner Dissertation lautete Studien zur altvenetischen Gefäßtoreutik. Er ist als Archäologe am Landesamt für Denkmalpflege und Archäologie Sachsen-Anhalt – Landesmuseum für Vorgeschichte (Halle/Saale) tätig und legte zahlreiche archäologische Veröffentlichungen vor.

## Schriften (Auswahl)
- Goseck, Ldkr. Weißenfels. In: Siegfried Fröhlich (Hrsg.): Aus der Vorgeschichte Sachsen-Anhalts. Landesmuseum für Vorgeschichte Halle (Saale), Halle (Saale) 1995, ISBN 3-910010-13-X, Nr. 7.
- Studien zur altvenetischen Gefäßtoreutik. München 1997.
- Pilotstudien. Zwölf Jahre Luftbildarchäologie in Sachsen-Anhalt, hrsg. von Harald Meller. Landesamt für Archäologie Sachsen-Anhalt, Landesmuseum für Vorgeschichte. Landesamt für Archäologie Sachsen-Anhalt, Halle (Saale) 2003.
- mit Bodo Wernhörner: Halle und der Saalkreis. Herausgegeben von Harald Meller. Landesamt für Denkmalpflege und Archäologie Sachsen-Anhalt, Halle (Saale) 2006, ISBN 3-910010-97-X, (Routen der Archäologie 1).
- mit Arnold Muhl: Die Erfindung der Germanen. Frühe römische Kaiserzeit, 1. und 2. Jahrhundert n. Chr., hrsg. von Harald Meller. Landesamt für Denkmalpflege und Archäologie Sachsen-Anhalt, Halle (Saale) 2017.
- Typentafeln zur Chronologie in Mitteldeutschland – Die Bernburger Kultur (= Forschungsberichte des Landesmuseums für Vorgeschichte Halle. Band 12). Landesamt für Denkmalpflege und Archäologie Sachsen-Anhalt/Landesmuseum für Vorgeschichte, Halle (Saale) 2018, ISBN 978-3-944507-86-6.
- mit Arnold Muhl: Barbarenmacht. Spätantike und Völkerwanderungszeit,  hrsg. von Harald Meller. Landesamt für Denkmalpflege und Archäologie Sachsen-Anhalt, Halle (Saale) 2019. (Begleithefte zur Dauerausstellung im Landesmuseum für Vorgeschichte Halle (Saale), Band 7)
- Typentafeln zur Chronologie in Mitteldeutschland – Die Aunjetitzer Kultur auf Grundlage der Grab- und Siedlungskeramik (= Forschungsberichte des Landesmuseums für Vorgeschichte Halle. Band 19). Landesamt für Denkmalpflege und Archäologie Sachsen-Anhalt, Halle (Saale) 2021, ISBN 978-3-948618-23-0.